# 新喀里多尼亞鸚鵡
，又稱新加里东红额鹦鹉是新喀里多尼亞特有的一種鸚鵡。牠們曾被認為與新西蘭黑額鸚鵡是同一物種，但現已確認為長尾鸚鵡屬的基底。
新喀里多尼亞鸚鵡棲息在亞熱帶或熱帶低地潮濕森林、山區潮濕森林、乾旱大草原及潮濕叢林。